# Mariakyrkan, Berlin
Artikeln behandlar den medeltida kyrkan i stadsdelen Mitte i Berlin. För andra kyrkor med samma namn i Berlin, se även Lista över kyrkor uppkallade efter Maria, Jesu mor. 

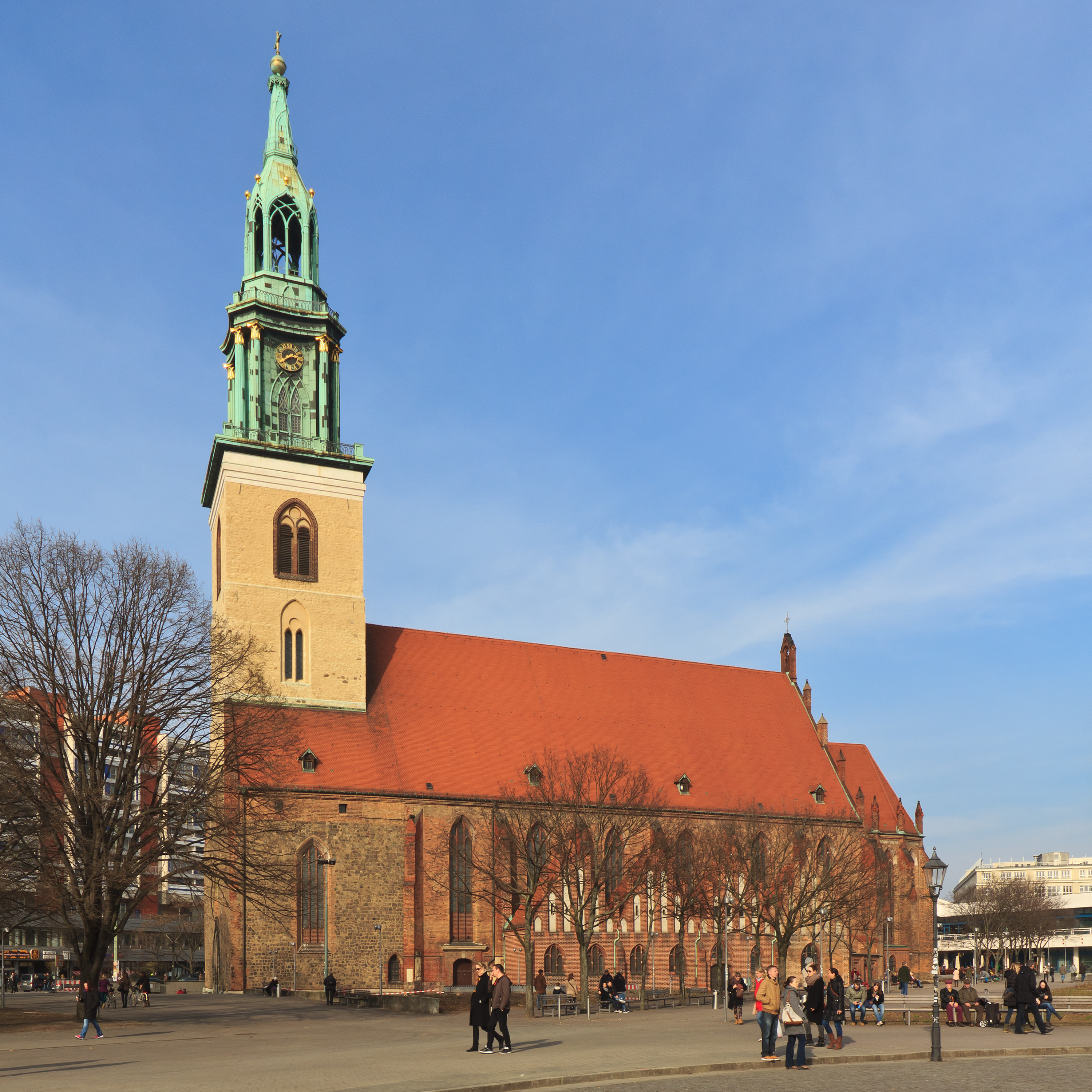
Mariakyrkan sedd från söder.

Mariakyrkan (tyska: Marienkirche) är en gotisk kyrkobyggnad vid Karl-Liebknecht-Strasse och Alexanderplatz i centrala Berlin, belägen intill Fernsehturm och Rotes Rathaus. Kyrkans församling tillhör Tysklands evangeliska kyrka. Mariakyrkan är en av Berlins ursprungliga medeltida kyrkor, först omnämnd i skrift 1292. Den är därmed den äldsta kyrkan i Berlins historiska innerstad som fortfarande är i bruk som församlingskyrka, idag för den evangeliska innerstadsförsamlingen St. Petri-St. Marien-Gemeinde.
Mariakyrkan fungerar även som universitetskyrka för Humboldtuniversitetet i Berlin.

## Interiör

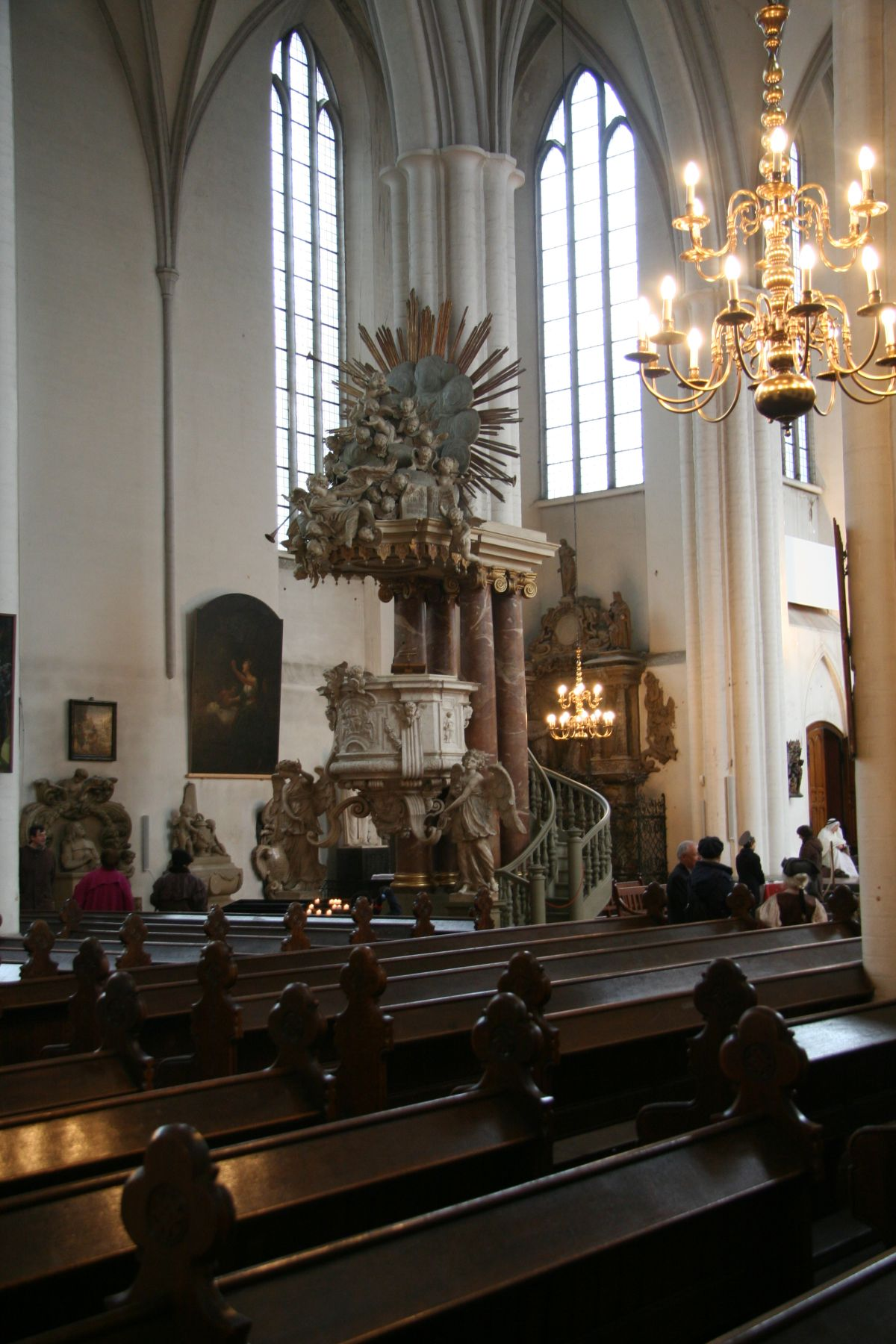
Interiör

Kyrkan är bland annat känd för sin bevarade dödsdanskalkmålning i tornrummet, utförd omkring 1484, då Berlin drabbades av en pestepidemi. Fresken målades över i samband med reformationen men återupptäcktes av Friedrich August Stüler 1861. Alabasterpredikstolen utfördes av Andreas Schlüter omkring 1702 och högaltaret i barockstil utfördes av arkitekten Andreas Krüger omkring 1762.

## Historia
Kyrkan uppfördes under andra halvan av 1200-talet i tegelgotik vid dåvarande Neumarkt, i det då nyanlagda kvarter öster om Spree som senare kom att kallas Marienviertel. Det idag 48 meter höga kalkstenstornet byggdes om 1663–1666 under Michael Mathias Smids i barockstil och 1789/1790 efter ritningar av Carl Gotthard Langhans i nygotik, båda gångerna på grund av brandskador. En stor renovering av kyrkan i nygotisk stil följde 1893–1895 under Hermann Blankenstein. 

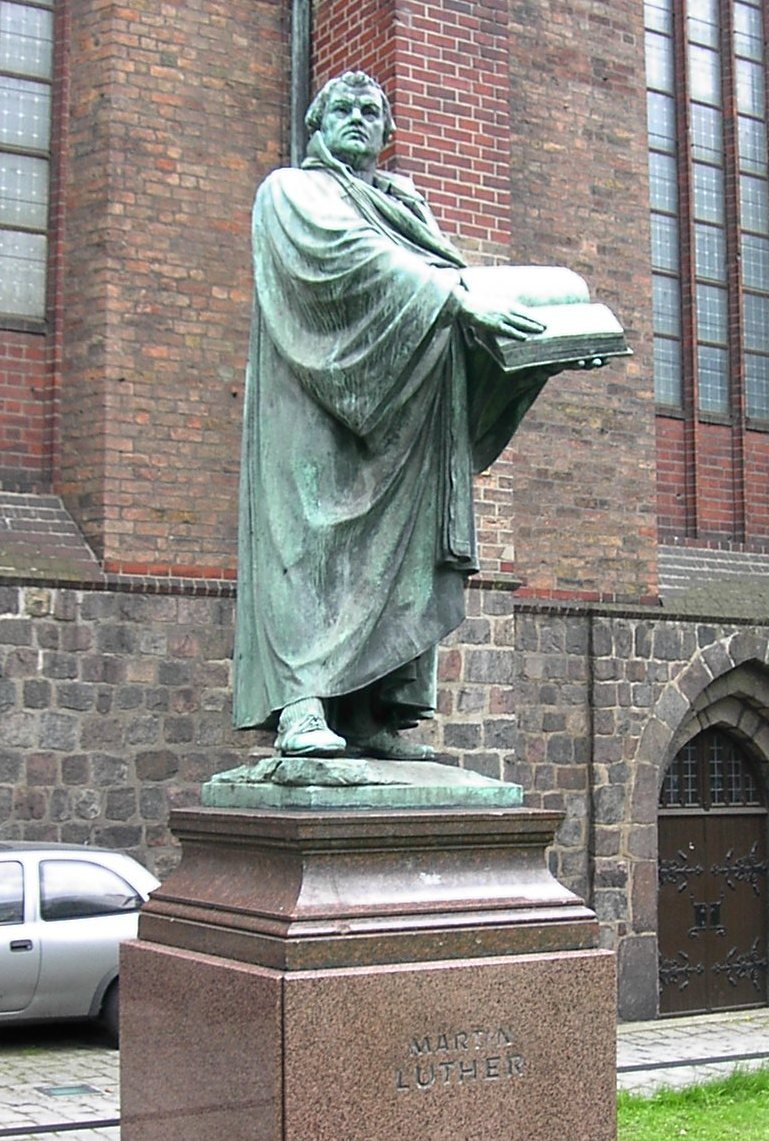
Luthermonumentet från 1895, skulpterat av Paul Otto och Robert Toberentz.

Det stora monument över reformatorn Martin Luther som restes 1895 på Neumarkt intill kyrkan skapades av skulptörerna Paul Otto och Robert Toberentz. Medan de omgivande figurerna smältes ned under andra världskriget för att användas i rustningsindustrin och stora delar av torgets bebyggelse förstördes i kriget, bevarades själva Lutherstatyn. Statyn ställdes sedermera upp i närheten av den ursprungliga platsen på en enklare sockel 1989, kort före Berlinmurens fall.
Mariakyrkan var en av få återstående stora kyrkor i Berlin som var i brukbart skick efter andra världskrigets slut 1945. Efter kriget renoverades kyrkan 1969–1970, då bland annat kyrkporten fick sitt nuvarande utseende, skapat av skulptören Achim Kühn. De stora rivningar som genomfördes efter kriget i DDR förändrade kyrkans omgivningar i grunden, då den omgivande historiska bebyggelsen och det medeltida gatunätet ersattes av en stor öppen plats. Kyrkan står på den ursprungliga medeltida gatunivån, som ligger omkring 1,5 meter under det moderna torget. Omgivningarna domineras idag av det 368 meter höga TV-tornet, färdigställt 1969, medan kyrkan idag är en av de få byggnader som återstår av Berlins medeltida bebyggelse.